# Краснер Наум Якович
Наум Якович Краснер (21 лютого 1924, Вінниця — 5 березня 1999, Воронеж) — російський математик-економіст єврейського походження.

## Біографія
Народився 21 лютого 1924 в місті Вінниця, Україна. У 1941 році закінчив середню школу. Восени 1941 року евакуювався до Куйбишевської області, працював учителем у сільській школі. На початку 1942 року закінчив прискорені курси підготовки лейтенантів артилерії в Куйбишевському вищому військово-піхотному училищі, в серпні 1942 був відправлений на Сталінградський фронт.
До 1944 року воював у складі 62 (8)-ї гвардійської дивізії (1942–1943 — командир зенітної батареї, 1943–1944 — начальник відділу штабу дивізії). У 1944 році після поранення був направлений на навчання і одночасне викладання на Вищі військові курси «Выстрел», м. Солнєчногорськ в Підмосков'ї. Закінчив Вищий військовий педагогічний інститут Червоної Армії і працював на Курсах начальником вогневого циклу до 1953 року. З 1953 по 1957 рік викладав теорію стрілянини в Тамбовському суворівському військовому училищі. З лютого 1958 викладав на військовій кафедрі Воронезького державного університету, паралельно поступив вчитися на механіко-математичний факультет ВДУ.
З 1961 року у званні полковника звільнився з військової служби і став працювати асистентом на механіко-математичному факультеті ВДУ. У 1964 році отримав диплом Воронезького університету за спеціальністю «математика». Активно займався науковою роботою, пов'язаною з математичним моделюванням в текстильній промисловості. У 1967 році захистив кандидатську дисертацію. У 1969 році заснував кафедру математичних методів дослідження операцій на математичному факультеті. З 1971 по 1974 рік кафедра перебувала у складі економічного факультету та готувала студентів за спеціальністю економічна кібернетика. За цією спеціальністю тривала підготовка студентів і на математичному факультеті. З 1969 по 1980 рік Наум Якович був завідувачем кафедрою. З 1974 року кафедра знаходиться в структурі факультету прикладної математики і механіки. У цей же час при кафедрі була організована лабораторія дослідження операцій.
Краснер був відомим ученим. Серед тих, хто з ним працював і близько спілкувався, можна назвати Шаталіна С. С., Канторовича Л. В., Полтеровича В. М., Руссмана І. Б., Жака С. В. , Ейтінгон В. Н. та багатьох інших. З 1978 року і до кінця життя Наум Якович один з організаторів і керівників міжнародної школи-семінару з системного моделювання соціально-економічних процесів.
З 1980 року і до кінця життя — доцент кафедри математичних методів дослідження операцій. З 1992 року займався консультаційною діяльністю з економічних питань на промислових підприємств міста Воронежа і в адміністрації Воронезької області. Краснер Наум Якович нагороджений орденами і медалями, грамотами та дипломами. Помер 5 березня 1999 року.